# Voiscreville
Voiscreville – miejscowość i gmina we Francji, w regionie Normandia, w departamencie Eure.
Według danych na rok 1990 gminę zamieszkiwało 114 osób, a gęstość zaludnienia wynosiła 67 osób/km² (wśród 1421 gmin Górnej Normandii Voiscreville plasuje się na 783. miejscu pod względem liczby ludności, natomiast pod względem powierzchni na miejscu 892.).